# Jana Thies
Jana Thies (* 24. Januar 1973 in Lüdenscheid) ist eine deutsche Schauspielerin.

## Leben
Sie studierte von 1994 bis 1998 Schauspiel an der Akademie für darstellende Kunst (AdK) in Ulm. Danach ging sie als Praktikantin nach Paris an das dortige Théâtre de Nésle und übernahm anschließend für ein Jahr die Rolle der Karo in dem gleichnamigen Kindertheaterstück des Kölner D.a.S. Theaters bei dessen Deutschlandtournee. Außerdem agierte sie unter anderem in dem Stück Prometheus des deutsch-griechischen Theaters in Köln.
Beim Film wirkte sie zunächst in mehreren Kurzfilmen von Regiestudenten mit. In dem Psychodrama Stiller Sturm von Tomasz Thomson erhielt sie ihre erste große Rolle als junge und vereinsamte Frau. Sie wurde dafür 2001 mit dem Filmfestival Max Ophüls Preis als beste Nachwuchsdarstellerin ausgezeichnet.
Seither war Jana Thies in weiteren Film- und Fernsehproduktionen zu sehen, darunter 2006 bis 2007 in der Serie Die Familienanwältin. Im Jahr 2006 wurde sie mit dem Ensemble von Die Familienanwältin für den Deutschen Fernsehpreis nominiert.

## Filmografie (Auswahl)
- 2001: She’s So High
- 2001: Stiller Sturm
- 2001: Wilsberg und der Schuss im Morgengrauen
- 2002: Elefantenherz
- 2002: Gefallene Engel (Serie SK Kölsch)
- 2002: Liebesdienste
- 2002: Rosa Roth – Geschlossene Gesellschaft
- 2003: Echte Männer?
- 2004: Mitfahrer – Jede Begegnung ist eine Chance
- 2004: Die schöne Braut in Schwarz
- 2004: Vakuum
- 2004: Tatort – Verraten und verkauft (Fernsehreihe)
- 2005: Dunkle Geschäfte (Serie Küstenwache)
- 2005: Tatort – Der Frauenflüsterer
- 2005: Die Dunkelkammer (Serie: Mein Leben & Ich)
- 2005: Niko (Serie: Mein Leben & Ich)
- 2006: Ausbruch (Serie SOKO Leipzig)
- 2006–2007: Die Familienanwältin (Serie)
- 2007: Die Partner (Serie Alarm für Cobra 11 – Die Autobahnpolizei)
- 2008: Fuchs... tot! (Serie SOKO Kitzbühel)
- 2008: Gott schützt die Liebenden